# The Jewel in the Skull
The Jewel in the Skull (Nestemata din craniu)  este un roman fantasy de Michael Moorcock, prima oară publicat în 1967. Romanul este primul din cele patru care alcătuiesc colecția The History of the Runestaff (1979) și care prezintă aventurile lui Dorian Hawkmoon, o versiune a Campionului Etern, acțiunea are loc într-o versiune a Europei, în viitorul îndepărtat, în care conducătorii nebuni ai "Imperiului Întunecat Granbretan" (denumirea dată țării care odată se numea Marea Britanie) doresc cucerirea continentului.

## Vezi și
- 1967 în literatură